# Václav Solín

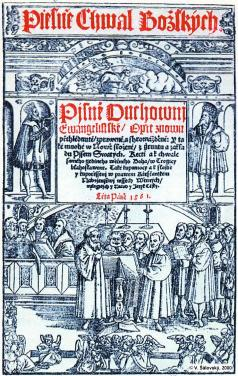
Titulní strana Šamotulského kancionálu (1561), na jehož vydání se Václav Solín jako korektor podílel.

Václav Solín (24. srpna 1527 Drahotuše – 5. června 1566 Třebíč) byl knězem Jednoty bratrské, hudebníkem a spisovatelem.

## Život
Roku 1557 byl na synodu ve Slížanech ordinován na kněze. Byl jedním z prvních spolupracovníků ivančické tiskárny a do počátku roku 1564 jejím správcem. Jako korektor se již v roce 1561 podílel na vydání Šamotulského kancionálu a v roce 1564 také tzv. Ivančického kancionálu, o němž zaznamenal zahájení a ukončení tiskových prací (2. prosince 1562 – 17. února 1564). Částečně spolupracoval i na prvním vydání Blahoslavova překladu Nového zákona, vytištěného v roce 1564 v Ivančicích. Před dokončením obou tisků z neznámých důvodů Ivančice opustil a od ledna 1564 až do své smrti působil jako správce bratrského sboru v Třebíči. V roce 1565 se společně s budoucím biskupem Ondřejem Štefanem jako doprovod zástupců bratrské šlechty účastnil deputace do Vídně, vyslané k pohřbu českého krále Ferdinanda I. a k audienci u Maxmiliána II.

## Dílo
V dubnu 1559 se Václav Solín účastnil v Ivančicích rozmlouvání zástupců Jednoty bratrské se slavkovskými křtěnci, o němž zanechal pod názvem Summa rozmlouvání mezi bratřími a novokřtěnci slavkovskými zprávu v desátém svazku sbírky bratrských pramenů Acta Unitatis fratrum.
Svůj podíl na některých tiscích vyjadřoval monogramem V.S., jako v případě Šamotulského kancionálu, pro nějž vytvořil dřevořezový portrét Mistra Jana Husa. V tomto kancionále jsou také otištěny čtyři Solínovy písně: „Aj všickni křesťané milí“ (F.IV.), „Jezu Kriste, náš přeslavný králi“ (G.XIII.), „O všickni lidé, kdožkoli touto cestou jde“ (F.III.) a „Važmež věrní nábožně smrt Kristovu nevinnou“ (F.IX.).
Dříve byl pokládán za autora tištěného spisu Muzika, to jest Zpráva k zpívání náležitá (druhé vydání z roku 1561), který vyšel pod pseudonymem Jana Josquina. Následující badatelé však tuto hypotézu odmítli.